# Леопольд Кверфельд
Леопольд Кверфельд (нім. Leopold Querfeld; нар. 20 грудня 2003, Відень) — австрійський футболіст, центральний захисник німецького клубу «Уніон» (Берлін) та національної збірної Австрії.

## Клубна кар'єра
Кверфельд розпочав займатись футболом у футбольному клубі «Уніон Мауер». У лютому 2012 року перейшов до молодіжного складу віденського «Рапіда».
У жовтні 2020 року дебютував за другу команду «Рапіда» у Другій лізі, коли він вийшов замість Пауля Гобари в перерві у грі проти «Аустрії» (Лустенау) у сьомому турі сезону 2020/21. У листопаді 2021 року він дебютував у складі першої команди «Рапіда» у грі Ліги Європи УЄФА проти «Динамо» (Загреб).
14 червня 2024 року підписав контракт з берлінським «Уніоном».

## Національна команда
У червні 2021 року Кверфельд провів свій єдиний матч за юнацьку збірну Австрії до 18 років у грі проти Італії.
У вересні 2021 року він дебютував за юнацьку збірну Австрії до 19 років у грі проти Туреччини. Зі цією командою він брав участь у юнацькому чемпіонаті Європи 2022 року у Словаччині. Під час турніру він зіграв у всіх чотирьох іграх і забив два голи, але збірна посіла шосте місце і не змогла кваліфікуватися на молодіжний чемпіонат світу 2023 року.

## Статистика виступів

### Статистика виступів за збірну
Станом на 9 вересня 2024 року
| Дата      | Місто      | Господарі  | Результат | Гості   | Турнір                               | Голи | Примітки  |
| --------- | ---------- | ---------- | --------- | ------- | ------------------------------------ | ---- | --------- |
| 23-3-2024 | Братислава | Словаччина | 0 – 2     | Австрія | товариський матч                     | -    | 8' 46'    |
| 4-6-2024  | Відень     | Австрія    | 2 – 1     | Сербія  | товариський матч                     | -    | 73'       |
| 25-6-2024 | Берлін     | Нідерланди | 2 – 3     | Австрія | ЧЄ 2024 - груповий етап              | -    | 64' 90+4' |
| 9-9-2024  | Осло       | Норвегія   | 2 – 1     | Австрія | Ліга націй УЄФА 2024-2025 - 1-й етап | -    | 57'       |
| Усього    |            | Матчів     | 4         |         | Голів                                | 0    |           |